# Boudewijn de Groot

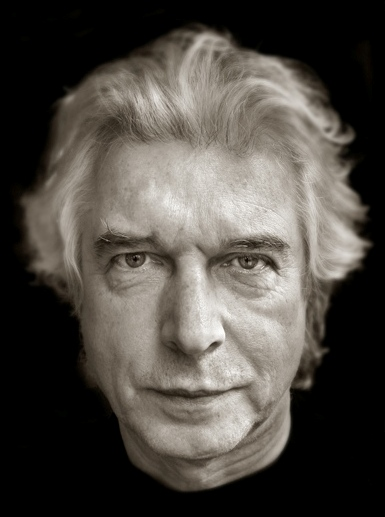
Boudewijn de Groot (2007)

Boudewijn de Groot (* 20. Mai 1944 im Lager Tjideng bei Batavia) ist ein niederländischer Liedermacher, der innerhalb des niederländischen Sprachraums vor allem mit literarischen Liedern bekannt geworden ist.

## Leben

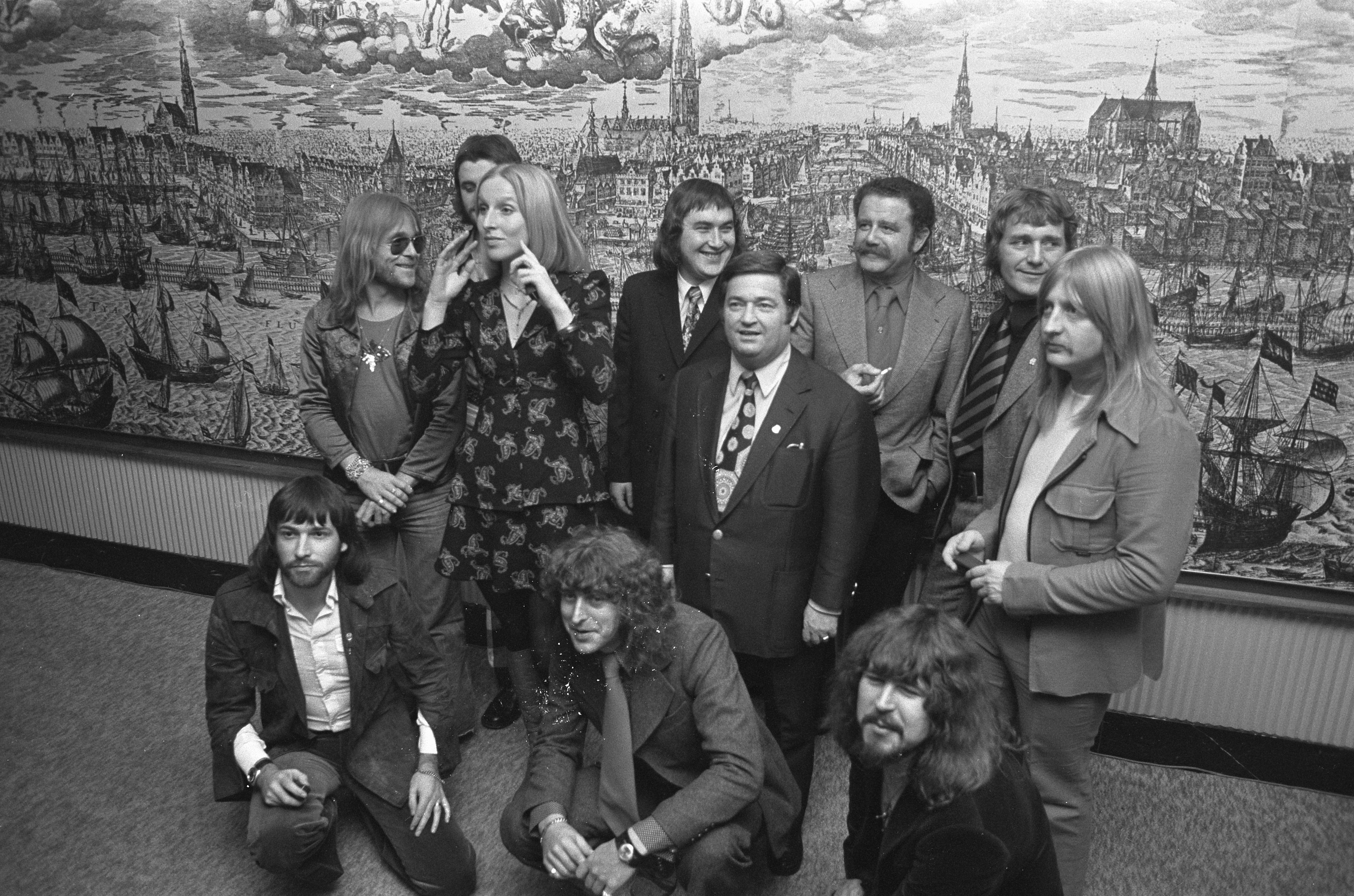
Preisverleihung Gouden Harp 12. November 1973 in Amsterdam: vorne: Cees Vermann, Boudewijn de Groot, Theo Cluver; v. l. n. r. Arnold Mühren, Peet Keiser (verdeckt), Alma Netten (seine zweite Ehefrau), Jaap Schilder, Willy Alberti, Eli Asser, Henk Elsink, Peet Vermann

De Groot wurde während des Zweiten Weltkriegs in einem japanischen Internierungslager geboren. Noch während der Gefangenschaft starb 1945 seine Mutter Sophie Elisabeth Saueressig. Nach dem Kriegsende zog er mit seinem Vater zurück in die Niederlande, der Vater musste aber bald wieder nach Indonesien abreisen. Boudewijn wohnte bis 1951 bei seiner Tante in Haarlem. 1952 zog er mit seinem Vater und Stiefmutter um nach Heemstede. Dort lernte er Lennaert Nijgh kennen, der später bei vielen seiner erfolgreichsten Aufnahmen Textautor wurde.
Boudewijn de Groot hatte 1965 mit Een meisje van zestien, einer Übersetzung von Charles Aznavours Chanson Une fille de 16 ans durch Lennaert Nijgh, seinen ersten Erfolg. In den nächsten Jahren wurde er vor allem als Sänger gesellschaftskritischer Lieder bekannt, z. B. Er komen andere tijden (eine Übersetzung von Bob Dylans The Times They're A-Changin' ), Welterusten meneer de president ("Gute Nacht Herr Präsident", gegen den Vietnam-Krieg) und Testament. Er sang aber auch, sogar überwiegend, Lieder mit poetischem Inhalt, wie Verdronken Vlinder ("Ertrunkener Schmetterling"), Het Land van Maas en Waal („Das Land von Maas und Waal“), Eva und Prikkebeen, deren Texte oft undurchdringlich sind, die Musik, von De Groot selbst komponiert, ist melodisch und lautvoll.
Nach dem Erfolg in den 1960er und frühen 1970er Jahren hatte er nur noch wenige große Single-Hits. Er bringt aber immer wieder – wenn auch mitunter mit großen Pausen – neue Alben heraus, die sich gut verkaufen und von der Kritik fast immer gut bewertet werden. Im Jahr 2002 starb Lennaert Nijgh an Krebs, seit dieser Zeit schreibt De Groot überwiegend nur noch selbst seine Texte.
Neben seiner Arbeit als Sänger komponiert De Groot auch Musik für anderer Künstler (früher meist mit Texten von Lennaert Nijgh) und ist gelegentlich als Schauspieler (z. B. Tod im kalten Morgenlicht) tätig.

## Auszeichnungen
- 1973: Gouden Harp (deutsch Goldene Harfe), niederländischer Musikpreis
- 2000: Radio 2 Zendtijdprijs (deutsch Radio 2 Sendezeit Preis)

## Diskografie

### Studioalben
| Jahr | Titel                           | Höchstplatzierung, Gesamtwochen, AuszeichnungChartsChartplatzierungen (Jahr, Titel, Platzierungen, Wochen, Auszeichnungen, Anmerkungen) | Anmerkungen          |
| Jahr | Titel                           | NL | Anmerkungen          |
| ---- | ------------------------------- | --- | -------------------- |
| 1973 | Hoe sterk is de eenzame fietser | NL2 (14 Wo.)NL |                      |
| 1980 | Van een afstand                 | NL8 Gold · (17 Wo.)NL |                      |
| 1984 | Maalstroom                      | NL15 (7 Wo.)NL |                      |
| 1996 | Een nieuwe herfst               | NL13 Gold · (39 Wo.)NL |                      |
| 2004 | Het eiland in de verte          | NL2 Platin · (52 Wo.)NL |                      |
| 2007 | Lage Landen                     | NL1 Gold · (24 Wo.)NL |                      |
| 2015 | Achter glas                     | NL1 Gold · (33 Wo.)NL |                      |
| 2018 | Even weg                        | NL6 (7 Wo.)NL | mit The Dutch Eagles |

Weitere Studioalben
- 1965: Boudewijn de Groot
- 1966: Voor De Overlevenden
- 1968: Picknick
- 1968: Nacht En Ontij
- 1975: Waar Ik Woon En Wie Ik Ben
- 1983: Bo De Groot

### Vreemde Kostgangers
Die folgenden Alben erschienen zusammen mit George Kooymans & Henny Vrienten als Mitglied von Vreemde Kostgangers.

| Jahr | Titel               | Höchstplatzierung, Gesamtwochen, AuszeichnungChartsChartplatzierungen (Jahr, Titel, Platzierungen, Wochen, Auszeichnungen, Anmerkungen) | Anmerkungen |
| Jahr | Titel               | NL | Anmerkungen |
| ---- | ------------------- | --- | ----------- |
| 2017 | Vreemde kostgangers | NL1 (16 Wo.)NL |             |
| 2017 | Nachtwerk           | NL9 (20 Wo.)NL |             |

### Livealben
| Jahr | Titel                 | Höchstplatzierung, Gesamtwochen, AuszeichnungChartsChartplatzierungen (Jahr, Titel, Platzierungen, Wochen, Auszeichnungen, Anmerkungen) | Anmerkungen |
| Jahr | Titel                 | NL | Anmerkungen |
| ---- | --------------------- | --- | ----------- |
| 1982 | Concert               | NL20 (4 Wo.)NL |             |
| 1997 | Een hele tour         | NL14 Gold · (23 Wo.)NL |             |
| 2007 | Lage landen Tour 2007 | NL45 (7 Wo.)NL |             |

### Kompilationen
| Jahr | Titel                                          | Höchstplatzierung, Gesamtwochen, AuszeichnungChartsChartplatzierungen (Jahr, Titel, Platzierungen, Wochen, Auszeichnungen, Anmerkungen) | Anmerkungen |
| Jahr | Titel                                          | NL | Anmerkungen |
| ---- | ---------------------------------------------- | --- | ----------- |
| 1973 | Dubbel twee                                    | NL8 (6 Wo.)NL |             |
| 1987 | Voor vrienden van vroeger                      | NL35 (10 Wo.)NL |             |
| 1990 | Het beste van                                  | NL18 Gold · (21 Wo.)NL |             |
| 1996 | Wonderkind aan het strand                      | NL20 Gold · (36 Wo.)NL |             |
| 2009 | Complete Studio Albums & Curiosa               | NL15 (17 Wo.)NL |             |
| 2013 | Toen & nu - De 40 mooiste liedjes van uw keuze | NL50 (5 Wo.)NL |             |
| 2016 | Collected 1964-2016                            | NL5 (10 Wo.)NL |             |
| 2018 | The Golden Years Of Dutch Pop Music            | NL65 (1 Wo.)NL |             |

Weitere Kompilationen
- 2011: Nederlandstalige Popklassiekers (NL: Gold)

### Singles
| Jahr | Titel Album                                                    | Höchstplatzierung, Gesamtwochen, AuszeichnungChartsChartplatzierungen (Jahr, Titel, Album, Platzierungen, Wochen, Auszeichnungen, Anmerkungen) | Anmerkungen     |
| Jahr | Titel Album                                                    | NL | Anmerkungen     |
| ---- | -------------------------------------------------------------- | --- | --------------- |
| 1965 | Een Meisje Van 16 (A Young Girl Of Sixteen) Boudewijn de Groot | NL23 (13 Wo.)NL |                 |
| 1966 | Welterusten Mijnheer De President Boudewijn de Groot           | NL9 (12 Wo.)NL |                 |
| 1967 | Het Land Van Maas En Waal Voor de overlevenden                 | NL1 (18 Wo.)NL |                 |
| 1967 | Onder Ons Dubbel Twee                                          | NL11 (10 Wo.)NL |                 |
| 1967 | Picknick                                                       | NL25 (4 Wo.)NL |                 |
| 1968 | Prikkebeen Picknick                                            | NL9 (10 Wo.)NL | mit Elly Nieman |
| 1968 | Waterdrager                                                    | NL36 (2 Wo.)NL |                 |
| 1972 | Als De Rook Om Je Hoofd Is Verdwenen Vijf jaar hits            | NL24 (4 Wo.)NL |                 |
| 1973 | Jimmy Hoe sterk is de eenzame fietser                          | NL6 (11 Wo.)NL |                 |
| 1974 | Ik Ben Ik Grootste hits 2                                      | NL21 (4 Wo.)NL |                 |